# Ernst Erich Buder (Komponist)

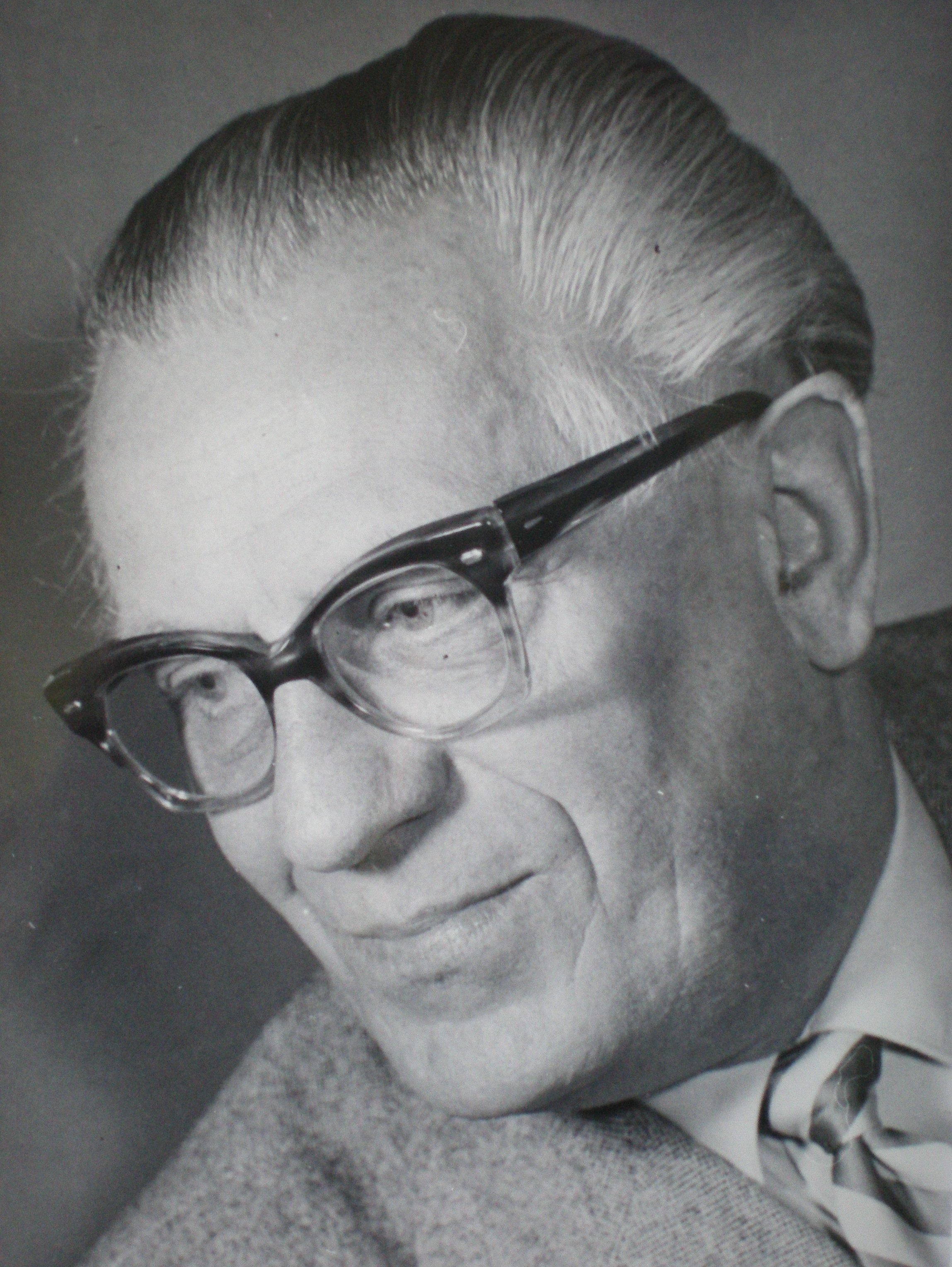
Ernst Erich Buder

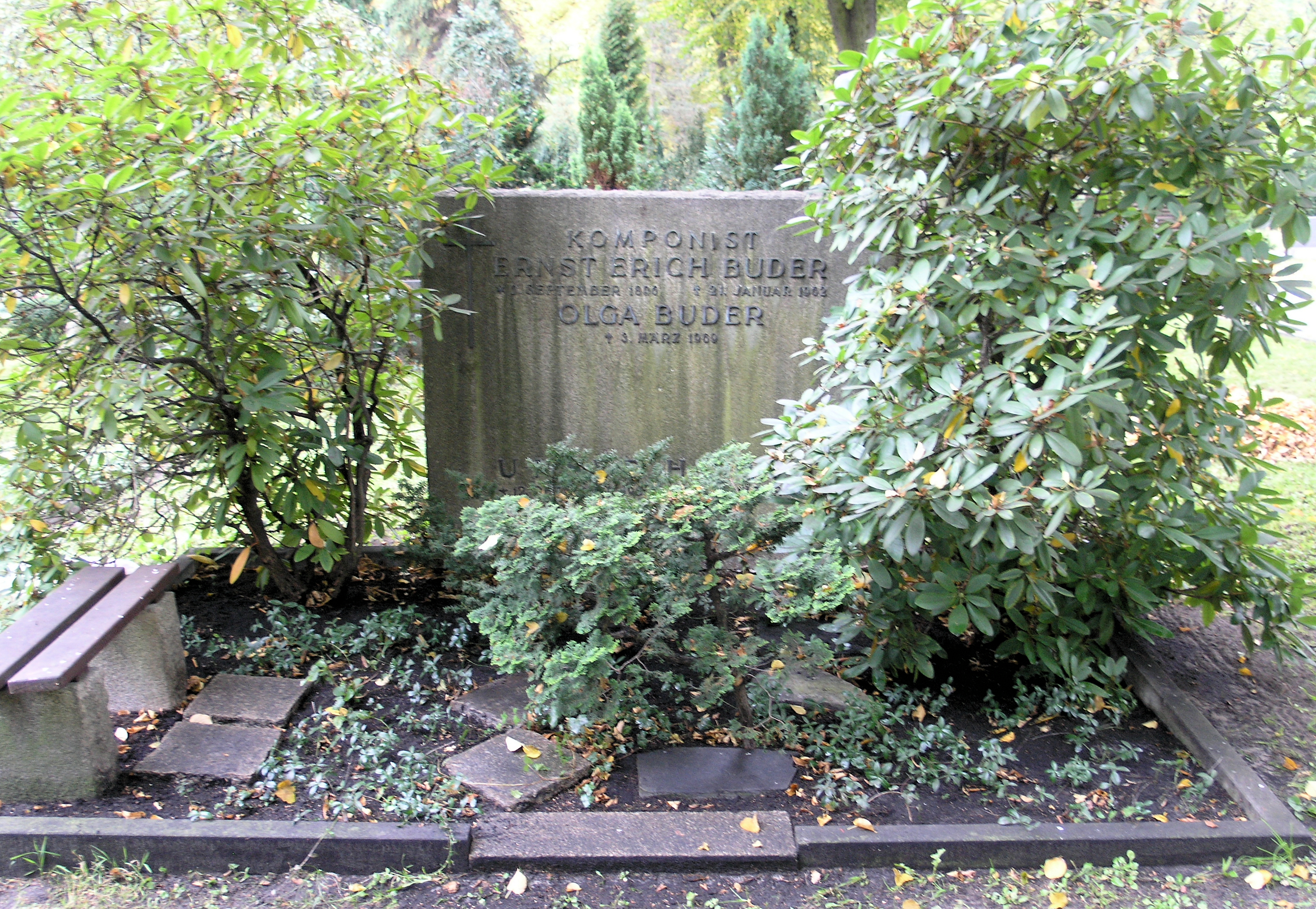
Grabstätte, Fürstenbrunner Weg 65–67, in Berlin-Westend

Ernst Erich Buder (* 2. September 1896 in Cottbus; † 21. Januar 1962 in Berlin) war ein deutscher Komponist.

## Leben
Buder wurde als Kriegsfreiwilliger im Ersten Weltkrieg schwer verwundet. Später studierte er Dirigieren und Komposition an der Berliner Akademischen Hochschule für Musik bei Max Reger und Engelbert Humperdinck. Als Kapellmeister war er anschließend unter anderem in Wien, Bukarest und Berlin tätig.
Buders komponistisches Œuvre ist sehr vielgestaltig, es reicht von der Symphonischen Dichtung bis zur Schlagermusik.
Während der 1930er und 1940er Jahre komponierte er die Musik zu zahlreichen abendfüllenden Kinofilmen. Außerdem untermalte er musikalisch über 40 Kulturfilme und weitere Dokumentarfilme. Ferner sind in mehreren Filmen von ihm komponierte Lieder zu hören. Unter anderem komponierte er für den NS-Propagandafilm Der Westwall 1935 die Musik zu dem Soldatenlied Soldaten sind immer Soldaten von Herybert Menzel. Er trat zum 1. Mai 1933 der NSDAP bei (Mitgliedsnummer 2.641.021). Buder stand 1944 in der Gottbegnadeten-Liste des Reichsministeriums für Volksaufklärung und Propaganda.
Buder war mit der Opernsängerin Olga Baumgartner verheiratet; der gemeinsame Sohn Ernst-Erich Buder war als Schauspieler in Hannover tätig.
Buder wurde auf dem Luisenfriedhof in Berlin-Westend beigesetzt.

## Filmmusik
| - 1931: Schatten der Manege - 1931: Douaumont - Die Hölle von Verdun - 1931: Die andere Seite - 1932: Nachtkolonne - 1932: Na wunderbar - 1932: Tannenberg - 1932: Der falsche Tenor - 1933: …und es leuchtet die Puszta - 1933: Die schönen Tage von Aranjuez - 1933: Flüchtlinge - 1933: Adieu les beaux jours - 1934: Die Medaille - 1934: Von Königsberg bis Berchtesgaden - 1934: Rosen aus dem Süden - 1934: Auf den Spuren der Hanse - 1935: Ehestreik | - 1935: Liebesträume - 1936: Weiberregiment - 1937: Liebe kann lügen - 1937: Mysterium des Lebens - 1937: Autobus S - 1938: Urlaub auf Ehrenwort - 1939: Silvesternacht am Alexanderplatz - 1939: In letzter Minute - 1942: Meine Frau Teresa - 1943: Tolle Nacht - 1943: Leichtes Blut - 1944: Um neun kommt Harald - 1944: Ich habe von dir geträumt - 1945: Kamerad Hedwig - 1945: Erzieherin gesucht - 1952: An alle! |